# قضاء القرنة
قضاء القرنة هو قضاء عراقي في الشمال الشرقي لمحافظة البصرة بجنوب العراق، مساحته 151 كيلومتراً مربعاً، حدوده من الشمال محافظة ميسان، ومن الغرب قضاء المُدينة ومن الجنوب والجنوب الغربي قضاء البصرة، ومن الشرق والجنوب الشرقي قضاء شط العرب والحدود الإيرانية العراقية.

## التأسيس
أُسّس قضاء القرنة سنة 1869م في ولاية البصرة من العراق العثمانية، وأُلحقت بها حينئذٍ 4 نواحٍ، المُدَينة والنشوة وبني منصور والدير والشرش، ثم الناحية الخامسة ناحية الحَمّار.
وحين صار مدحت باشا والياً لبغداد، اتفق مع ناصر السعدون على تشكيل لواء المنتفق وترك الأراضي الواقعة على شاطئ شط العرب ودجلة والفرات وإعادت هذه الأراضي إلى لواء البصرة فانتزعت إدارة منطقة مزيرعة والشرش وبني منصور والمُدينة من نفوذ المنتفق وأُلحقت بالقرنة التي صارت قضاء تابعاً إلى البصرة سنة 1869، وفي سنة 1909 نُقلت إدارة منطقة الحمّار من سوق الشيوخ إلى قضاء القرنة.

### المحاكم
كان بالقرنة محكمة بداءة سنة 1876 اسمها (بداية محكمة سي) ولها رئيس يصدر تعيينُه من والي البصرة، غيرَ أن لغة المحكمة كانت تركية فكان ذلك من أسباب نفور أهل القرنة من التحاكم إليها، ولأن العشائرية قوية في القرنة فقد كان أهلها يتحاكمون إلى شيوخهم بالفصل العشائري، ولم يكن الفريضةُ (القاضي العشائري) للقرنة إلا من شيوخ عشيرة الإمارة والسعد، إلا في قضايا القتل المتعمد فإنهم يتحاكمون إلى محكمة القرنة التي بيدها أوامر القبض والاستدعاء، وكانت الحكومة العثمانية ترضى بالفصل العشائري أحياناً ولا ترضى أحياناً بحسب توافق الفصول العشائري مع السياسة القضائية للحكومة.

### دائرة النفوس
أسّست دائرة النفوس بالقرنة سنة 1890، وكان حينئذٍ مأمورها مصطفى أفندي، وكان من أعمال الدائرة إصدار هويات الأحوال المدنية لكل مواطن، وقد ذُكر أن عدد نفوس قضاء القرنة في أواخر القرن التاسع عشر 11267 ساكناً، منهم 150 صابئياً، وذكر لويمر في دليل الخليج أن عدد سكان القضاء 30 ألفاً، وقد يكون الفرق بين العددين أن كثيراً من الأهالي لم يكونوا يسجّلون مواليدهم تجنباً للتجنيد الإجباري للرجال وتحرّجاً مِن ذِكر أسماء النساء.

### دوائر أخرى
أُسست بلدية القرنة سنة 1890م، وكان مديرَها حينئذٍ جعفرٌ الجلبي، وقد كانت الخدمات البلدية ضعيفة حتى بعد الاحتلال الإنكليزي، وكذلك كان للقضاء دائرة موانئ وكمارك وشرطة برية ونهرية، وفي سنة 1886 فتحت الدولة العثمانية فروعاً للطابو في أقضية العراق، وكان سليمان أفندي كاتب الطابو بالقرنة، وأسست دائرة تلغراف، وفي سنة 1891 كان مديرها شوقي أفندي. وفي عهد تحسين علي متصرف البصرة بُنيت سرايا جديدة في ناحية المُدينة وفي القرنة نفسها، وأسس في القرنة مشروع للماء والكهرباء ومخافر شرطة بين القرنة والمُدينة.

## الطرق
لم يكن قضاء القرنة متصلاً برياً بما حوله، بل كان النقل منه وإليه نقلاً نهرياً بطريق يبدأ من قضاء القرنة ويمرّ بالمُدَينة والجبايش ثم الحمّار والكرمة ثم سوق الشيوخ فالناصرية.
وفي عهد تحسين علي بُلّط طريق البصرة إلى القرنة.

### التقسيم الإداري
حتى آذار سنة 2023 مساحة قضاء القرنة 1248 كيلومتراً مربعاً، تعادل 49920 دونم عراقي، ولقضاء القرنة تقسيمان إداريان،
- مركز قضاء القرنة: مساحته 899 كيلومتراً مربعاً، فيه 34 مقاطعة.
- وناحية الإمام القائم: مساحتها 349 كيلومترا مربعاً، فيها مقاطعتان.[7]

في سنة 1932 ذُكرت حدود قضاء القرنة أنها من الشمال منطقة العزير التابعة للواء العمارة ومن الجنوب هور السناف المتصل بحدود لواء المنتفك ونهر عمر الفاصل بين قضائي القرنة وشط العرب ومن الشرق هور الحويزة والنير الفاصل بين الحدين العراقي والإيراني ونهر الزريجي التابع لناحية شط العرب ومن الغرب نهرا الصباغية وعلي بن الحسين الفاصلين بين قضائي سوق الشيوخ والقرنة.
| النواحي                                                                                                | القضاء      | التقسيم الإداري | السنة          |
| مركز قضاء القرنة وناحية المُدينة وناحية النشوة وناحية بني منصور وناحية الدير وناحية الشرش وناحية الحمار | قضاء القرنة | لواء البصرة     | 1869م إلى 1909 |
| مركز قضاء القرنة وناحية المُدينة وناحية السويب                                                          | قضاء القرنة | لواء البصرة     | 1921           |
| مركز قضاء القرنة وناحية المُدينة وناحية السويب والشافي                                                  | قضاء القرنة | لواء البصرة     | 1932           |
| مركز قضاء القرنة وناحية المُدينة وناحية السويب                                                          | قضاء القرنة | لواء البصرة     | 1935           |
| مركز قضاء القرنة وناحية المُدينة وناحية السويب                                                          | قضاء القرنة | لواء البصرة     | 1955           |
| مركز قضاء القرنة وناحية الإمام القائم                                                                  | قضاء القرنة | محافظة البصرة   | 2017           |

### قائمو مقامات قضاء القرنة
كانت ولاية البصرة تُعيّن قائمي المقامات، وكذلك تُعيّن الولاية مديري النواحي.
| قائم المقام             | التقسيم الإداري | الفترة          |
| عبد المجيد الحسن        | محافظة البصرة   | 15 أيار 2024 -  |
| أسعد العيداني           | محافظة البصرة   | 25 نيسان 2024 - |
| ناطق صبيح المالكي       | محافظة البصرة   | - 25 نيسان 2024 |
| علي غانم المالكي        | محافظة البصرة   | أيلول 2022 -    |
| عبد اللطيف الجبوري      | لواء البصرة     | - نيسان 1964    |
| لطفي علي العزاوي        | لواء البصرة     | 1950            |
| أحمد زكي الخياط         | لواء البصرة     |                 |
| صديق الدملوجي           | لواء البصرة     |                 |
| حسن بك كاظم             |                 |                 |
| حمزة أفندي              | لواء البصرة     | 1908 - 1912     |
| عاكف عبد الباقي الآلوسي | لواء البصرة     |                 |
| كمال أفندي              | ولاية البصرة    | 1884            |
| رفعت بيك الوالي         | ولاية البصرة    | 1869 -          |